# كيفن بلانكنشيب
كيفن بلانكنشيب (بالإنجليزية: Kevin Blankenship)‏ هو لاعب كرة قاعدة أمريكي، ولد في 26 يناير 1963 في آناهايم في الولايات المتحدة.

## وصلات خارجية
- كيفن بلانكنشيب على موقعبيزبول رفرنس.كوم (الدوري الرئيسي) (الإنجليزية)
- كيفن بلانكنشيب على موقعبيزبول رفرنس.كوم (الدوري الثانوي) (الإنجليزية)
- كيفن بلانكنشيب على موقع مشجعي الرسوم البيانية (الإنجليزية)